# Java Web Start
Java Web Start es la implementación de referencia de la especificación Java Network Launching Protocol (JNLP), desarrollada por Sun Microsystems (actualmente Oracle), mediante la cual permite arrancar aplicaciones Java que están en un servidor web de aplicaciones comprobando previamente si el cliente tiene la versión actualizada de dicha aplicación. Si no es así descargará la última versión y se ejecutará en local. El arranque de dichas aplicaciones puede ser efectuado mediante enlaces en una página web o bien a través de enlaces en el escritorio cliente. Mediante está tecnología se asegura que una aplicación es distribuida siempre en su última versión.
Los ficheros que contienen la información sobre donde se encuentra la aplicación, versión, etc. tienen la extensión .jnlp.
Un ejemplo de esta tecnología es la de un servidor web donde se encuentra una página web con enlaces a aplicaciones Java. Cada uno de estos enlaces apuntará a ficheros .jnlp que indicarán la ruta de la aplicación en este u otro servidor. En ese momento arrancará automáticamente Java Web Start y comprobará la seguridad y si el usuario tiene la última versión instalada en su equipo; si no es así, la descargará y ejecutará.
Actualmente Java Web Start viene incluido en el Java Runtime Environment (JRE).
Java Web Start es una marca registrada de Oracle Corporation.